# Écotay-l'Olme
Écotay-l'Olme és un municipi francès situat al departament del Loira i a la regió d'Alvèrnia-Roine-Alps. L'any 2007 tenia 1.116 habitants.

## Demografia

### Població
El 2007 la població de fet d'Écotay-l'Olme era de 1.116 persones. Hi havia 444 famílies de les quals 64 eren unipersonals (28 homes vivint sols i 36 dones vivint soles), 204 parelles sense fills, 144 parelles amb fills i 32 famílies monoparentals amb fills.
La població ha evolucionat segons el següent gràfic:
Habitants censats

### Habitatges
El 2007 hi havia 491 habitatges, 448 eren l'habitatge principal de la família, 18 eren segones residències i 25 estaven desocupats. 484 eren cases i 7 eren apartaments. Dels 448 habitatges principals, 403 estaven ocupats pels seus propietaris, 38 estaven llogats i ocupats pels llogaters i 7 estaven cedits a títol gratuït; 2 tenien una cambra, 3 en tenien dues, 22 en tenien tres, 127 en tenien quatre i 294 en tenien cinc o més. 403 habitatges disposaven pel capbaix d'una plaça de pàrquing. A 135 habitatges hi havia un automòbil i a 306 n'hi havia dos o més.

### Piràmide de població
La piràmide de població per edats i sexe el 2009 era:
| Homes | Edats   | Dones |
| ----- | ------- | ----- |
| 0     | 95 o +  | 0     |
| 0     | 90 a 94 | 0     |
| 0     | 85 a 89 | 4     |
| 8     | 80 a 84 | 4     |
| 12    | 75 a 79 | 0     |
| 20    | 70 a 74 | 20    |
| 40    | 65 a 69 | 44    |
| 32    | 60 a 64 | 32    |
| 40    | 55 a 59 | 48    |
| 76    | 50 a 54 | 52    |
| 32    | 45 a 49 | 48    |
| 60    | 40 a 44 | 56    |
| 24    | 35 a 39 | 28    |
| 16    | 30 a 34 | 36    |
| 28    | 25 a 29 | 8     |
| 28    | 20 a 24 | 12    |
| 64    | 15 a 19 | 60    |
| 40    | 10 a 14 | 48    |
| 12    | 5 a 9   | 24    |
| 28    | 0 a 4   | 20    |

## Economia
El 2007 la població en edat de treballar era de 739 persones, 483 eren actives i 256 eren inactives. De les 483 persones actives 467 estaven ocupades (246 homes i 221 dones) i 16 estaven aturades (7 homes i 9 dones). De les 256 persones inactives 127 estaven jubilades, 73 estaven estudiant i 56 estaven classificades com a «altres inactius».

### Ingressos
El 2009 a Écotay-l'Olme hi havia 459 unitats fiscals que integraven 1.222,5 persones, la mediana anual d'ingressos fiscals per persona era de 22.738 €.

### Activitats econòmiques
Dels 31 establiments que hi havia el 2007, 1 era d'una empresa extractiva, 2 d'empreses de fabricació d'altres productes industrials, 6 d'empreses de construcció, 6 d'empreses de comerç i reparació d'automòbils, 1 d'una empresa de transport, 1 d'una empresa d'hostatgeria i restauració, 2 d'empreses d'informació i comunicació, 1 d'una empresa financera, 3 d'empreses immobiliàries, 7 d'empreses de serveis i 1 d'una entitat de l'administració pública.
Dels 6 establiments de servei als particulars que hi havia el 2009, 1 era un taller de reparació d'automòbils i de material agrícola, 1 guixaire pintor, 2 lampisteries, 1 restaurant i 1 agència immobiliària.
L'any 2000 a Écotay-l'Olme hi havia 10 explotacions agrícoles.

## Poblacions més properes
El següent diagrama mostra les poblacions més properes.